# Hubert van Eyck
Hubert van Eyck (Gent, o. 1370. – Gent, 18. IX. 1426.) je flamanski slikar; zajedno s bratom Jan van Eyckom autor čuvenog gentskog oltara. Njegov dio na gentskom oltaru još nije u potpunosti riješen (pripisuje mu se koncepcija i stariji dio tog oltara).
Ovo veliko remek-djelo započeto je za bavarskog vojvodu Johanna i njegovu prijestolnicu u Utrechtu, a završeno, nakon vojvodine smrti, za bogatog patricija Jodoka Vyda, za njegovu obiteljsku kapelicu u crkvi sv. Bava. (Po natpisu kronostihu na ovome oltaru, Pictor Hubertus Deyck, major que nemo repetus, Hubert je smatran za najvećeg slikara svoga doba.) Zapravo Hubert je započeo ovo djelo, ali ga je 1432. završio njegov brat Jan, 10 godina nakon njegove smrti.
Pripisuju mu se i minijature na milansko-torinskom časoslovu i neke slike (Tri Marije na Grobu). Direktno je utjecao na slikarstvo 15. st. na sjeveru Europe i slikare kao što su: Hugo van der Goes, Pietera Christus, Daniel Bouts i dr. 
Njegov realizam dao je znatne pobude talijanskom slikarstvu.

## Vanjske poveznice
- Hubert van Eyck at Artcyclopedia